# تشاك ديالا
شاك ديالا أو تشاكديالا هي قرية في الهند إقليم الاتحاد جامو وكشمير. تقع في هيراناجار [الإنجليزية] تهسيل من منطقة كاثوا [الإنجليزية].

## الديموغرافيا
وفقا لتعداد عام 2011، تضم شاك دايالا ما مجموعه 187 عائلة مقيمة يبلغ عدد سكانها 943 منهم 495 من الذكور و 448 من الإناث. متوسط نسبة الجنس في قرية شاك ديالا هو 905 وهو أعلى من متوسط ولاية جامو وكشمير البالغ 889. كان معدل معرفة القراءة والكتابة في القرية أعلى بنسبة 86.08 ٪ من معرفة القراءة والكتابة في الولاية بنسبة 67.16٪. وتبلغ نسبة الإلمام بالقراءة والكتابة بين الذكور 92.27 في المائة، بينما تبلغ نسبة الإلمام بالقراءة والكتابة بين الإناث 79.45 في المائة.
تشكل الطبقات العامة والبسيطة الأخرى 91٪ من إجمالي السكان في قرية تشاك ديالا. قرية شاك ديالا ليس لديها حاليا أي جدول سكان القبيلة.

## النقل
تبعد تشاك دايالا 5كم من مقر تحسين هيراناجار. و64كم من العاصمة الشتوية جامو مدينة. وتحتوي محطة سكة حديد.

## العبادة الدينية
يوجد في المدينة معبد، ماتا فايشنو ماندير لانجيريال (شري سوامي فيشنو بوري جي مهراج ماندير).